# Національний природний парк «Синьогора»
«Синього́ра» — національний природний парк в Україні. Розташований на території Івано-Франківського району Івано-Франківської області, в околицях села Гута.
Площа 10866 га. Заснований 21 грудня 2009 року. Адміністрацією Державної організації «Резиденція „Синьогора“» забезпечується охорона та збереження природних комплексів та об'єктів, генофонду рослинного і тваринного світу, відвідувачам надається можливість туристично-рекреаційного відпочинку з обов'язковим дотриманням норм природоохоронного законодавства, зокрема Закону України «Про природно-заповідний фонд України». 
Штат організації відповідно до штатного розпису — 205 штатних одиниць. Адреса: 77745, Івано-Франківська обл., Богородчанський р-н, с. Гута, вул. Зарічна, 4.

## Історія
Парк створено згідно з указом президента України Віктора Ющенка 21 грудня 2009 року з метою збереження, відтворення та раціонального використання типових і унікальних природних комплексів гірського масиву Ґорґани (Українські Карпати), що мають важливе природоохоронне, наукове, естетичне, рекреаційне та оздоровче значення.
До території національного природного парку «Синьогора» погоджено в установленому порядку включення 10866 гектарів земель державної власності, які вилучаються у державної організації «Резиденція „Синьогора“» і надаються національному природному парку в постійне користування.